# Toona sinensis
Toona sinensis är en tvåhjärtbladig växtart som först beskrevs av Adrien Henri Laurent de Jussieu, och fick sitt nu gällande namn av Max Joseph Roemer. Toona sinensis ingår i släktet Toona och familjen Meliaceae. Inga underarter finns listade i Catalogue of Life.

## Beskrivning
| Toona sinensis, bladverk och frökapslar |  | Toona sinensis, bladverk och frökapslar |
| Toona sinensis, bladverk och frökapslar |  |                                         |

Toona växer naturligt från republiken Kina till Bhutan, Nepal, Myanmar, Thailand, Laos, Malaysia, västra Indonesien och nordöstra Indien. 
Det är ett lövfällande träd som i Asien kan bli 25 meter högt med en stam upp till 70 cm.
Barken är kopparbrun till grå och slät på unga träd och blir skrovlig med åren.
Bladen är parbladiga, 30–50 cm långa med minst 10 bladpar. Trädet blommar i juli och pollineras av insekter. Frukten är en kapsel som innehåller många bevingade frön. Både blad, blommor och frukt är ätbara.

## Användning
I Asien används unga blad som en grönsak och kan torkas och malas som en form av krydda. Toona tillhör familjen mahogny, vars trä är hårt och mörkrött. Äkta mahogny, (mahogny swietenia) är fridlyst och Toona används vid tillverkning av möbler och musikinstrument.
I Europa finns trädet numera som ett mindre prydnadsträd som kan bli 15 meter, men beskärs ofta till lägre nivå. Trädet är tåligt i zon I-II, bladen är ätbara med nötsmak och har också medicinska egenskaper.
I Danmark och Sverige har Toona börjat användas i ”Skogsträdgårdar” där de flesta träd och buskar har ätbara nötter, bär eller frukter. Trädet uppskattas också för den vackra och doftrika blomningen. Veden passar bra för snidat hantverk och används också som rökelse.